# Clinocera femorata
Clinocera femorata är en tvåvingeart som beskrevs av Sinclair 2008. Clinocera femorata ingår i släktet Clinocera och familjen dansflugor. Inga underarter finns listade i Catalogue of Life.